# Little Books of Fashion
Little Books of Fashion is een reeks boeken over bekende of iconische modeontwerpers en -huizen. De reeks wordt uitgegeven door Welbeck Publishing Group. De eerste twee boeken, beide geschreven door Emma Baxter-Wright, verschenen in 2012 en 2013 op de markt en gingen over Schiaparelli en Chanel. Deze boeken werden herwerkt en later opnieuw opgenomen in de reeks. In 2017 verscheen het herwerkte boek van Chanel, een jaar later verscheen een boek over Audrey Hepburn geschreven door Caroline Jones. Vanaf 2020 verschenen er jaarlijks meerdere boeken, geschreven door tal van schrijfsters. In 2024 schreef Josh Sims als eerste mannelijke auteur een boek voor de reeks, over Rolex.

## Lijst van boeken
| Nr. | Titel                              | Auteur                | Uitgavejaar | Bundeling                                                                           | Opmerking     |
| --- | ---------------------------------- | --------------------- | ----------- | ----------------------------------------------------------------------------------- | ------------- |
| 1   | Little Book of Schiaparelli        | Emma Baxter-Wright    | 2012        | -                                                                                   | Oude versie   |
| 2   | Little Book of Chanel              | Emma Baxter-Wright    | 2013        | -                                                                                   | Oude versie   |
| 3   | Little Book of Chanel              | Emma Baxter-Wright    | 2017        | Little Guides to Style / Little Guides to Style: The Classics / The Story of Chanel | Nieuwe versie |
| 4   | Little Book of Audrey Hepburn      | Caroline Jones        | 2018        | -                                                                                   |               |
| 5   | Little Book of Dior                | Karen Homer           | 2020        | Little Guides to Style / Made in Paris                                              |               |
| 6   | Little Book of Prada               | Laia Farran Graves    | 2020        | Little Guides to Style                                                              |               |
| 7   | Little Book of Gucci               | Karen Homer           | 2020        | Little Guides to Style                                                              |               |
| 8   | Little Book of Yves Saint Laurent  | Emma Baxter-Wright    | 2021        | Little Guides to Style II / Made in Paris                                           |               |
| 9   | Little Book of Louis Vuitton       | Karen Homer           | 2021        | Little Guides to Style II / Little Guides to Style: The Classics                    |               |
| 10  | Little Book of Christian Louboutin | Darla-Jane Gilroy     | 2021        | Little Guides to Style II                                                           |               |
| 11  | Little Book of Schiaparelli        | Emma Baxter-Wright    | 2021        | Little Guides to Style II                                                           | Nieuwe versie |
| 12  | Little Book of Balenciaga          | Emanuelle Dirix       | 2022        | Little Guides to Style III                                                          |               |
| 13  | Little Book of Valentino           | Karen Homer           | 2022        | Little Guides to Style III                                                          |               |
| 14  | Little Book of Hermès              | Karen Homer           | 2022        | Little Guides to Style III                                                          |               |
| 15  | Little Book of Chanel by Lagerfeld | Emma Baxter-Wright    | 2022        | Little Guides to Style III / The Story of Chanel                                    |               |
| 16  | Little Book of Versace             | Laia Farran Graves    | 2023        | Little Guides to Style: The Visionaries                                             |               |
| 17  | Little Book of Burberry            | Darla-Jane Gilroy     | 2023        | Little Guides to Style: The Classics                                                |               |
| 18  | Little Book of Alexander McQueen   | Judith Egan           | 2023        | Little Guides to Style: The Visionaries                                             |               |
| 19  | Little Book of Givenchy            | Karen Homer           | 2023        | Little Guides to Style: The Classics                                                |               |
| 20  | Little Book of Balmain             | Karen Homer           | 2023        | -                                                                                   |               |
| 21  | Little Book of Vivienne Westwood   | Glenys Johnson        | 2023        | Little Guides to Style: The Visionaries                                             |               |
| 22  | Little Book of Bottega Veneta      | Frances Solá-Santiago | 2024        | Little Guides to Style: The Cult Collection                                         |               |
| 23  | Little Book of Fendi               | Laia Farran Graves    | 2024        | -                                                                                   |               |
| 24  | Little Book of Rolex               | Josh Sims             | 2024        | -                                                                                   |               |
| 25  | Little Book of Tom Ford            | Kristen Bateman       | 2024        | -                                                                                   |               |
| 26  | Little Book of Chloé               | Caroline Young        | 2024        | -                                                                                   |               |
| 27  | Little Book of Dolce & Gabbana     | Jessica Bumpus        | 2024        | -                                                                                   |               |
| 28  | Little Book of Loewe               | Jessica Bumpus        | 2025        | Little Guides to Style: The Visionaries                                             |               |
| 29  | Little Book of miu miu             | Kristen Bateman       | 2025        | Little Guides to Style: The Cult Collection                                         |               |
| 30  | Little Book of Issey Miyake        | Kati Chitrakorn       | 2025        | Little Guides to Style: The Cult Collection                                         |               |
| 31  | Little Book of Celine              | Frances Solá-Santiago | 2025        | Little Guides to Style: The Cult Collection                                         |               |
| 32  | Little Book of Tiffany & Co.       | Tamara Sturtz-Filby   | 2025        | -                                                                                   |               |
| 33  | Little Book of Patek Philippe      | Josh Sims             | 2026        | -                                                                                   |               |

## The Story of...
Een reeks in dezelfde stijl en eveneens uitgegeven door Welbeck Publishing Group, getiteld The Story of..., werd in 2021 opgestart. Hierin worden bekende of iconische merken van voertuigen besproken.
| Nr. | Titel                        | Auteur           | Uitgavejaar | Bundeling                                          | Opmerking |
| --- | ---------------------------- | ---------------- | ----------- | -------------------------------------------------- | --------- |
| 1   | The Story of Mini            | Ben Custard      | 2021        | -                                                  |           |
| 2   | The Story of Ferrari         | Stuart Codling   | 2021        | The Story of Classic Cars / The Story of Supercars |           |
| 3   | The Story of Harley-Davidson | John Westlake    | 2022        | -                                                  |           |
| 4   | The Story of Porsche         | Luke Smith       | 2022        | The Story of Classic Cars                          |           |
| 5   | The Story of Aston Martin    | Peter Tomalin    | 2024        | The Story of Classic Cars                          |           |
| 6   | The Story of Lamborghini     | Stuart Codling   | 2024        | The Story of Classic Cars / The Story of Supercars |           |
| 7   | The Story of McLaren         | Alex Kalinauckas | 2025        | The Story of Supercars                             |           |
| 8   | The Story of Maserati        | Stuart Codling   | 2025        | The Story of Supercars                             |           |